# Liriomyza mosquerensis
Liriomyza mosquerensis este o specie de muște din genul Liriomyza, familia Agromyzidae, descrisă de Sanabria de Arevalo în anul 1993.
Este endemică în Columbia. Conform Catalogue of Life specia Liriomyza mosquerensis nu are subspecii cunoscute.